# 李堂
李堂（1462年—1524年），字时升，号堇山。浙江宁波府鄞县（今宁波市鄞州区）人，明朝政治人物、学者。

## 生平
成化十九年（1483年）癸卯科浙江鄉試第四十名舉人。成化二十三年（1487年）中式丁未科會試第十八名，二甲第九十名進士。与鄞县杨氏联姻，是杨守阯二女婿。李堂考中明成化二十三年（1487年）丁未科二甲进士。授工部主事，调任芜湖监税。不久后升迁任工部右侍郎，总督河漕，任上整治了汴河、徐河的水患。因病辞职回到故乡，闭门不出，专心著述。

## 家族
曾祖李泰亨；祖父李伯儒；父李鼎，前母何氏；母沈氏。具庆下。兄益、傑、麒、麟（贡士）。弟李常。

## 著作
- 《正学类类稿》
- 《四明文献志》
- 《堇山遗稿》，十五卷，《四库总目》传于世[4]